# Camilla Alfieri
Camilla Alfieri (* 23. Januar 1985 in Genua) ist eine ehemalige italienische Skirennläuferin. Sie fuhr in allen Disziplinen und war im Riesenslalom am erfolgreichsten.

## Biografie
Alfieri gewann im Jahr 2000 den Super-G des Whistler Cups. Ihre ersten FIS-Rennen bestritt sie im November 2000. Im darauf folgenden Jahr wurde sie italienische Juniorenmeisterin in der Abfahrt, im Super-G und in der Kombination, 2002 nochmals im Super-G. Im Dezember 2002 folgten die ersten Einsätze im Europacup. Bei der Juniorenweltmeisterschaften 2004 in Maribor wurde sie Sechste im Riesenslalom.
In der Saison 2005/06 des Europacups erreichte Alfieri mit zwei zweiten Plätzen den fünften Schlussrang in der Riesenslalom-Wertung. Zwar konnte sie in der Europacup-Saison 2006/07 wiederum keinen Sieg erringen, war aber mit einem zweiten und vier dritten Plätzen Siegerin der Riesenslalom-Wertung und klassierte sich in der Gesamtwertung auf Platz drei. Bei der Universiade 2007 gewann Alfieri die Riesenslalom-Goldmedaille und wurde im Super-G Vierte.
Alfieri absolvierte am 5. Januar 2004 beim Slalom in Megève ihr erstes Weltcup-Rennen und gewann am 21. Dezember 2005 als 29. des Riesenslaloms in Špindlerův Mlýn ihre ersten Weltcuppunkte. Nach zahlreichen Nichtqualifikationen für den zweiten Lauf bzw. Ausfällen erreichte Alfieri am 28. Dezember 2007 mit dem zehnten Platz beim Riesenslalom in Lienz ihr bis dahin mit Abstand bestes Weltcupergebnis. Fortan konnte sie im Weltcup öfters punkten und mehrere Top-20-Platzierungen erreichen, bis ihr am 24. Oktober 2009 im Riesenslalom von Sölden erneut ein zehnter Platz gelang. Ab 2010 war Alfieri wieder seltener in den Weltcup-Punkterängen zu finden, worauf sie wieder vermehrt im Europacup zum Einsatz kam. Im September 2012 gab sie ihren Rücktritt vom Skirennsport bekannt.

## Erfolge

### Juniorenweltmeisterschaften
- Briançonnais 2003: 22. Riesenslalom, 30. Super-G
- Maribor 2004: 6. Riesenslalom, 18. Super-G, 34. Abfahrt
- Bardonecchia 2005: 9. Super-G, 24. Slalom, 24. Riesenslalom, 33. Abfahrt

### Weltcup
- 2 Platzierungen unter den besten zehn

### Europacup
- Saison 2005/06: 5. Riesenslalomwertung
- Saison 2006/07: 3. Gesamtwertung, 1. Riesenslalomwertung
- 10 Podestplätze

### Weitere Erfolge
- Universiade 2007 in Bardonecchia: 1. Riesenslalom
- 2 Siege in FIS-Rennen